# Musée Picasso (Malaga)
Pour les articles homonymes, voir Musée Picasso.
Le musée Picasso de Malaga est un musée entièrement consacré à l'artiste Pablo Picasso (1881-1973) ouvert en 2003 à Malaga, en Espagne, ville natale de l'artiste. Il occupe le palais de Buenavista, un édifice historique caractéristique de l'architecture andalouse du XVIe siècle, qui a été rénové par le cabinet américain Gluckman Mayner Architects.
Il est régi par la Fundación Museo Picasso de Málaga et la Fundación Paul, Christine y Bernard Ruiz-Picasso.

## Collection
La collection du musée repose sur les donations faites par Christine Ruiz-Picasso  (1921-1975), née Paulpin, belle-fille de Pablo Picasso (1881-1975) par son mariage avec Paulo Picasso (1921-1975), constituée de 133 œuvres (quatorze peintures à l'huile, neuf sculptures, 44 dessins, un cahier de dessin de la série de Royan contenant 36 dessins et 58 gravures, et sept céramiques), et par Bernard Ruiz-Picasso (né en 1959), constituée de vingt-deux œuvres (cinq peintures à l'huile, deux dessins, dix gravures, cinq céramiques).
À celles-ci se sont ajoutées 49 œuvres prêtées par ces mêmes héritiers comprenant 23 peintures à l'huile, deux sculptures, sept dessins, cinq gravures et douze céramiques.

## Bibliothèque
Elle est constituée de la collection Bernardo Sofovich qui compte 800 livres sur Picasso et du fonds d'art contemporain espagnol de 12 000 documents.